# موشتشينا
موشتشينا ((بالأوكرانية: Мощена)‏, (بالبولندية: Moszczana)‏) هي قرية في كوفل ريون، فولين أوبلاست، أوكرانيا. ويبلغ عدد سكانها من 581 نسمة.
أول ذكر للقرية يرجع تاريخها إلى 1543.